# Gshang
Gshang (tibetisch གཤང།), auch gshaṅ, shang, gchang, ist eine kleine Handglocke mit Klöppel, die in magischen Ritualen der tibetischen Bön-Religion anstelle der tibetisch-buddhistischen Glocke dril-bu (Sanskrit ghanta) verwendet wird. Die gshang entspricht mit ihrer flachen Schalenform eher einem Paarbecken als der hohen tassenförmigen dril-bu und wird anders als jene mit der rechten Hand und mit dem Klöppel nach oben geschüttelt. Der Bön-Geisterbeschwörer will nach dem Selbstverständnis des Bön mit Glocke und Trommel (rnga-chung), seinen wichtigsten Ritualgeräten, in einem Besessenheitsritual Dämonen abwehren und eine Beziehung der Menschen zu den Göttern herstellen.

## Herkunft

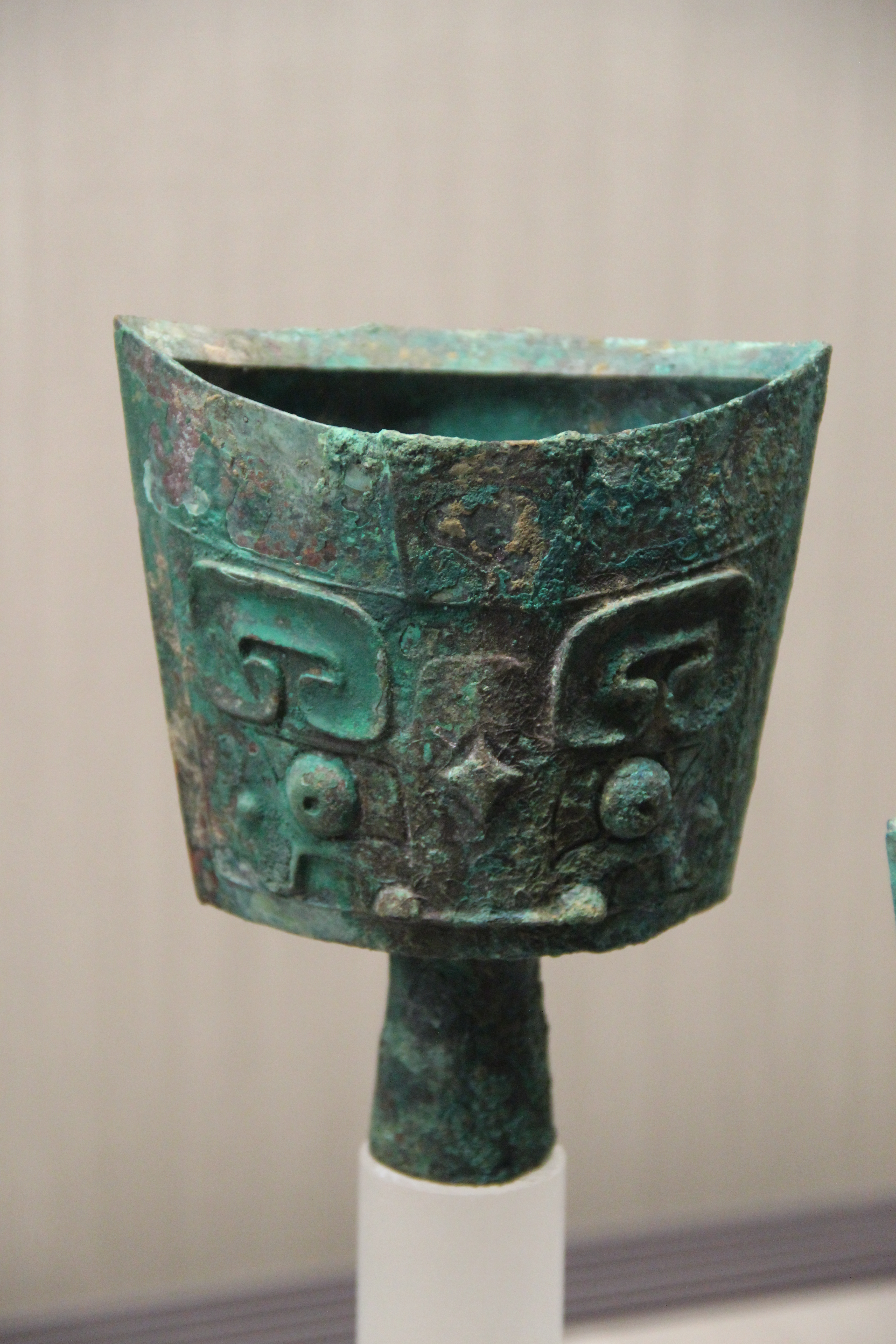
Klöppellose Bronzeglocke nao aus der späten Shang-Dynastie (13.–11. Jahrhundert v. Chr.), die bei Ritualen mit der Öffnung nach oben gehalten und außen angeschlagen wurde

Die ältesten rhythmisch verwendeten Klangerzeuger, die bei kultischen Ritualen in den Händen gehalten wurden, waren Klappern und Gefäßrasseln aus Pflanzenmaterialien. Die Entstehung der Klöppelglocke ist als eine Kombination beider Schlagidiophone vorstellbar. Gegenüber den frühesten Glöckchen aus Fruchtschalen stellen metallene Handglocken mit einem angegossenen oder daran befestigten Handgriff eine jüngere Entwicklung dar. Gegeneinander geschlagene Paarbecken könnten aus zwei zusammengeschlagenen klöppellosen Glocken hervorgegangen sein, die tiefe runde Form der Glocken musste damit für einen lauteren Klang zwangsläufig flacher und breiter werden. Im Nahen Osten sind Abbildungen von entsprechenden Paarbecken (Zimbeln) erhalten, die Trichtern ähneln oder wie bei ab dem 3. Jahrtausend v. Chr. überlieferten hethitischen Zimbeln flache Teller mit mittigen Handgriffen sind. In der Hebräischen Bibel lautet der Name solcher Zimbeln mesiltayim. In der chinesischen Zhou-Dynastie (um 1122–770 v. Chr.) spielte das Militärorchester den Quellen zufolge mit Becken, deren Name jedoch zwischen den Bezeichnungen für annähernd zylindrische Stielhandglocken (nao) vorkommt. Die instrumentenkundliche Unterscheidung richtet sich nach der Anfang des 20. Jahrhunderts eingeführten Hornbostel-Sachs-Systematik. Demnach gehören gshang, weil sie durch einen Klöppel angeschlagen werden, zu den Aufschlaggefäßen und weil sie ihr Schwingungsmaximum am Rand haben, zu den Glocken und nicht zu den Gongs. Die flachgewölbte Form entspricht dagegen Gegenschlaggefäßen (Paarbecken), wie den in der tibetisch-buddhistischen Ritualmusik waagrecht geschlagenen rol-mo, den senkrecht geschlagenen sil-snyan (silnyen) oder den kleinen Handzimbeln tingsha.
Kleine (offene) Glöckchen und (geschlossene) Schellen, die mutmaßlich als magische Abwehrmittel an der Kleidung getragen wurden, gab es bereits im 4. Jahrtausend v. Chr. in Südostasien, von wo sie sich nach China, Indien und in den Nahen Osten verbreitet haben. Bis heute besitzen Schellen (ghungru) an den Fußgelenken von Tänzern in Südasien eine magische Funktion. 
Bronzeglocken wurden in der zentralchinesischen Ebene zuerst aus der Shang-Dynastie (18.–11. Jahrhundert v. Chr.) gefunden. Ab der Mitte des 2. Jahrtausends v. Chr. kamen ovale Glocken in China in Gebrauch, die bis zum Ende jenes Jahrtausends immer größer geworden waren, sodass die größeren Glocken in einem Gestell aufgehängt und mit Schlägeln geschlagen wurden. Bis zur Mitte des 1. Jahrtausends v. Chr. nahmen diese Glocken eine bedeutende Funktion in den staatlichen Orchestern ein und wurden für konfuzianische Rituale verwendet. 
Handglocken und Schellen wurden in Indien bei vedischen Ritualen ab dem 6. Jahrhundert v. Chr. eingesetzt. Heute schlagen Gläubige in Hindutempeln aufgehängte kleine Klöppelglocken (Sanskrit ghanta) an, um mit der Gottheit in Kontakt zu treten. Handglocken und Tempelglocken wurden für buddhistische Rituale in Indien übernommen und gelangten mit der Ausbreitung des Buddhismus nach Ostasien und Südostasien. In China verbreitete sich der Buddhismus ab dem 1. Jahrhundert n. Chr. und in Tibet in den nachfolgenden Jahrhunderten.
Bei Ritualen des tibetischen Buddhismus wird die Stielhandglocke mit Klöppel dril-bu (tibetisch, Sanskrit ghanta) stets paarweise mit dem Zepter dorje (dem Donnerkeil des Gottes Indra) verwendet. Der buddhistische Priester hält die Glocke (anders als der Bön-Priester) an ihrem Stiel in der linken Hand und das Zepter in der rechten Hand. In China werden kleine Glocken mit Klöppel ling genannt. Sie entsprechen der in Japan bei buddhistischen Ritualen gebrauchten Handglocke mit Klöppel rei. Die übrigen Glockentypen in China sind klapperlos und heißen allgemein zhong, falls sie nicht durch Namenszusätze, etwa fanzhong für große buddhistische Glocken, spezifiziert werden. Mit dem Namen zhong (oder cong) wurden auch einige große Glocken bezeichnet, die den Inschriften zufolge chinesische Glockengießer Ende des 8. Jahrhunderts für buddhistische Klöster in Tibet und Bhutan anfertigten.
In der tibetischen Musik werden vier Instrumentenklassen unterschieden. Zu den brdung-ba („geschlagenen Instrumenten“) gehören sowohl Idiophone wie die großen Paarbecken rol-mo und die kleinen tingsha als auch Membranophone wie die großen zweifelligen Rahmentrommeln (rnga) und Stieltrommeln (lag-rnga, dhyangro, in Bön-Ritualen bon po’i rnga), aber nicht die gshang. Diese wird wie die Handglocke dril-bu und die Klappertrommel damaru zu den khrol-ba („geschwungenen Instrumenten“) gezählt.
Mit der gshang wurden in den Bön-Klöstern und außerhalb besondere Rituale durchgeführt, die von gläubigen tibetischen Buddhisten abzulehnen sind. Unklar ist, ob die weder in Indien noch außerhalb der Bön-Tradition in Tibet bekannte ungewöhnliche Form dieser Glocke aus vorbuddhistischer Zeit stammt, bevor die buddhistische dril-bu mit Handgriff eingeführt wurde, oder ob diese Ritualglocke zu einer späteren Zeit als ein Versuch, sich von buddhistischen Praktiken abzusetzen, eingeführt wurde. Nach der mythischen Überlieferung ist die gshang die ältere Glocke, denn sie wird als ein Attribut des vor vielen Jahrtausenden lebenden legendären Bön-Gründers Shenrab Miwoche aufgefasst.

## Bauform und kulturelle Bedeutung

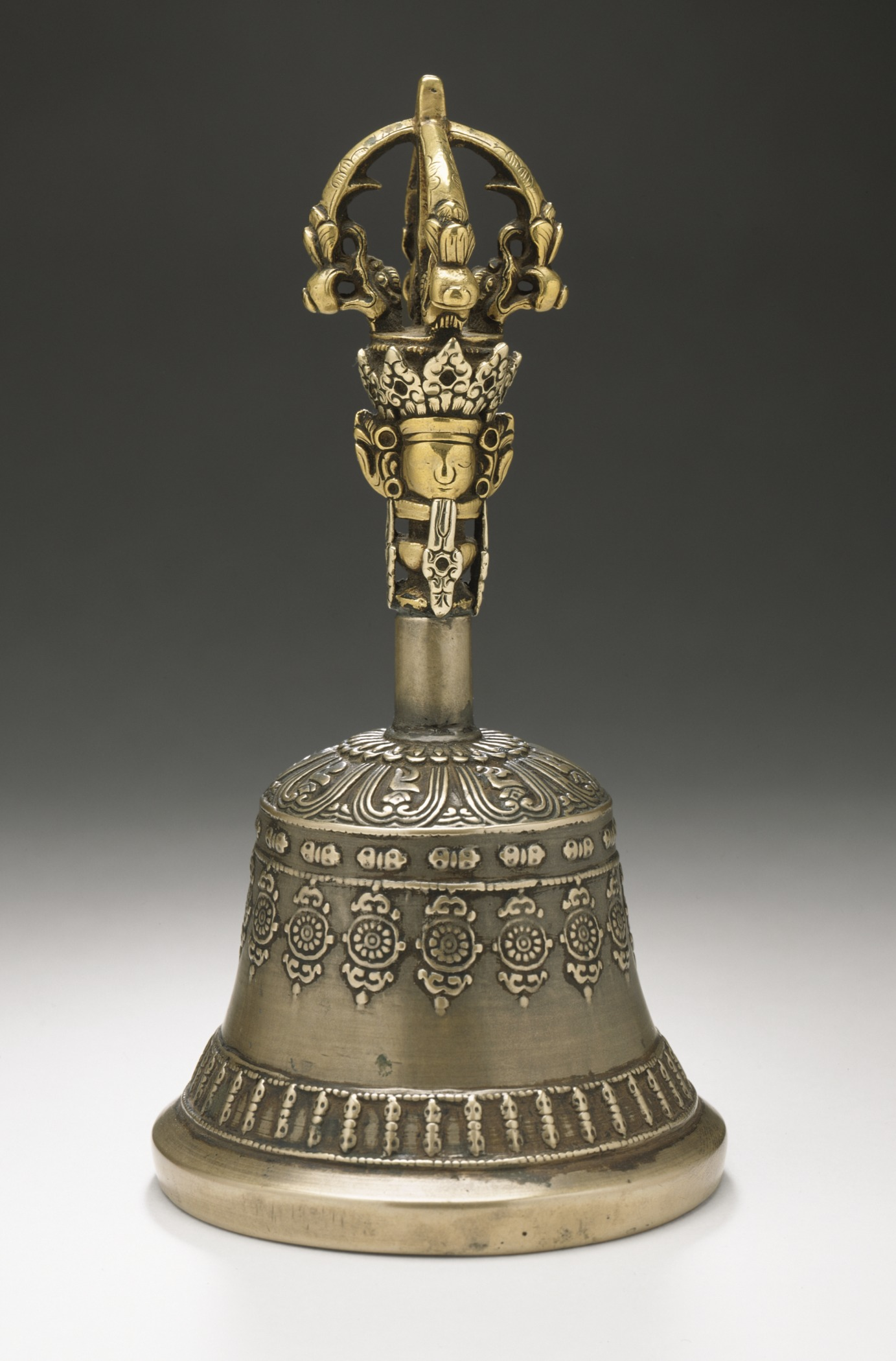
Buddhistische Stielhandglocke dril-bu, Sanskrit ghanta, aus Glockenmetall. Tibet, wohl 18. Jahrhundert

Die gshang ist eine besondere Form einer Glocke mit einem sehr flachen, tellerförmigen Körper aus Glockenmetall (Bronzelegierung, tibetisch li), die nur in Bön-Ritualen verwendet und mit dem Klöppel nach oben geschüttelt wird. Nach Angaben des Bön-Meisters (slob dpon) Tenzin Namdak (1926–2025) gibt es bei dieser Definition des Aufschlagidiophons zwei Varianten: die große gshang oder gshang-chen und die kleine gshang oder gshang-chung. Im Gegensatz zu anderen Musikinstrumenten aus tibetischen Klöstern, die in europäischen Museum in ausreichender Zahl vorhanden sind, wurden gshang kaum gesammelt und teilweise falsch katalogisiert. Aus den Museumsinventaren konnte Mireille Helffer (1994) dennoch die beiden unterschiedlichen Größen bestätigen. 
Die kleinen gshang messen etwa 10 Zentimeter im Durchmesser und sind ähnlich dick wie kleine tingsha. Wegen der Materialstärke klingen sie lange nach. Die großen gshang messen 16 bis 25 Zentimeter im Durchmesser und haben eine geringere Materialstärke. Beiden Größen gemeinsam ist eine mit 2 bis 3 Zentimetern Höhe sehr flache Wölbung des Klangkörpers. Im Unterschied zur tiefen Gefäßform der dril-bu, an der ein langer verzierter Handgriff befestigt ist, wird die gshang an einem am Loch in der Mitte festgebundenen Lederband oder an einer Kordel gehalten, die in einer mit Stoff gefüllten Verdickung aus Leder (chang-bzung) endet. Außerdem sollte ein mehr oder weniger langer bunter Seidenstreifen angebunden sein. An der Innenseite hängt der Klöppel, der aus der Hornspitze einer Ziege besteht, frei an einem ebensolchen Lederband. 
Eine besondere Wertschätzung erfahren in den Klöstern gshang, die bedeutenden religiösen Lehrern gehörten. Sie werden wie Reliquien im Klosterschatz aufbewahrt. Dennoch gibt es nur wenige schriftliche Quellen, die sich mit der Geschichte und dem Gebrauch der gshang befassen. Bekannt ist die Legende vom Wettkampf zwischen dem buddhistischen Meister und Begründer der Kagyü-Schule Milarepa (1040–1123) und seinem Gegner, dem Bön-Priester Naro Bönchung, um die schnellste Besteigung des heiligen Berges Kailasch. Milarepa gelang als Erstem die Eroberung des Berges als einem Sinnbild für die seitdem gewonnene Vorherrschaft des Buddhismus in Tibet. Der auf seiner Trommel reitende und eine gshang schwenkende Naro Bönchung erschrak dadurch so sehr, dass er die Trommel fallen ließ, die beim Absturz einen Spalt an der Bergflanke hinterließ. Über die gshang teilt der maßgebliche Autor der Ende des 15. Jahrhunderts entstandenen Überlieferung Mila’i mGur ’bum (Milarepas gesammelte Vajra-Lieder) Tsang Nyön Heruka nichts weiter mit, wohl weil er das Instrument unter seinen tibetischen Zeitgenossen als bekannt voraussetzen durfte.
Ein Text aus dem 18. Jahrhundert beschäftigt sich mit den für die Ausübung des Vajrayana benötigten Ritualgegenständen. Der buddhistischen Traditionen nahestehende Bön-Priester Kundrol Drakpa (* 1700) beschreibt detailliert Material, Form und Art der Klangerzeugung der gshang. Demnach besteht die gshang wie die dril-bu aus einem Glockenmetall, das „weißes li“ genannt wird und dessen Legierungsanteile je nach gewünschter Klangqualität verändert werden können. Ein Anteil von Gold in der Bronze ergibt eine Gelbgold-Glocke mit einem „männlichen“ kräftigen Klang, ein Anteil von Silber ergibt eine weiße silberne Glocke mit einem „weiblichen“ dünnen Klang.
Zur Form der Glocke erklärt Kundrol, dass bestimmte Proportionen unabhängig von der Größe einzuhalten sind. Auf der Innenseite müssen drei ringförmige Zonen abgegrenzt sein, die den drei prinzipiellen „Körpern“ der Bön-Tradition entsprechen (im Buddhismus trikaya): die allumfassende Einheit aller Phänomene bon-sku (im Buddhismus dharmakāya), den Genusskörper longs-sku (im Buddhismus saṃbhogakāya) und den Emanationskörper sprul-sku (im Buddhismus trülku). Die äußere Zone entspricht dem Glockenrand. Der mittlere Ring enthält acht Blütenblätter einer Lotosblüte, die die acht Glückssymbole bkra shis rtags brgyad (Sanskrit ashtamangala) darstellen. Die innere Zone zeigt das "schreckenerregende Rad" drag-po’i’khor-lo mit swb, den „fünf Silben der Helden“ (am, om, hum, ram und dza), einem Bön-Mantra. Der Klöppel (gshang-ice, „Stimme der gshang“) symbolisiert der mythischen Gründer des Bön, Shenrab Miwoche (Gshen rab mi bo che), der vor 18.000 Jahren, also lange vor Buddha, gelebt haben soll.
Der Abt des Klosters Menri, Shes-rab dGongs-rgyal (1784–1835), verfasste knapp ein Jahrhundert nach Kungrol eine „zusammenfassende Erklärung der gshang“ in 112 Versen mit je 7 Silben (gshang-rab bsdus-pa). Darin unterscheidet er, sich auf eine alte Überlieferung berufend, drei Arten von gshang, für die er den Ursprung, die Verbreitung, die Spielweise und die Schlussfolgerungen daraus beschreibt. Die drei Formen erschienen demnach während drei unterschiedlichen kosmischen Zeiträumen (tibetisch bskal-pa, Sanskrit kalpa) und sind mit einer bestimmten Gottheit verbunden.
Die kleine Form der gshang, genannt sil-snyan (nicht zu verwechseln mit dem gleichnamigen Paarbecken), erschien in der ersten Periode, als sich die Weltenmutter Chu lcam rgyal mo mit einem goldenen Messer die eigene Brust abschnitt, die in ihrer Hand zu einer gshang wurde. Die drei Zonen auf der Glocke sind folglich die drei kosmischen Perioden und die Klänge des Instruments bringen die Lehren des Bön hervor. Die zweite Form der gshang namens khri-lo trat in der nachfolgenden kosmischen Periode hervor, als der König des Seins, Srid-pa Sangs-po’bum-’khri, sich mit einem goldenen Messer die Brust abschnitt. Die nach oben gerichtete Glocke symbolisiert das Paradies (höchste Wohnstätte, tibetisch ogmin, Sanskrit akanistha) der Götter. Die drei Zonen auf der Glocke symbolisieren die „drei Welten“. Das Instrument befördert die Lehre der „geheimen Meditation“ (gsang-sgom). Schließlich erschien in der gegenwärtigen kosmischen Periode die „goldene gshang“. Der große, die Dämonen unterwerfende Gott dBal ge khod, der mit 9 Köpfen und 18 gelben Armen dargestellt wird, verschluckte die goldene Sonne, die, als er lachen musste, wieder herauskam. Dieser Gott schnitt sich die Brust auf und so entstand die „goldene gshang“. Diese gshang wird „golden“ (gser) genannt, weil sie das Symbol der Sonne ist, aus der sie hervorging.
Zu den Größen und Eigenschaften der drei gshang macht der Abt keine Angaben, dafür bestätigt er die mythischen Erzählungen von der Abstammung der drei Arten von Glocken und erklärt die Symbolik ihrer einzelnen Teile. Das Weiß in der Bezeichnung „weißes li“ für die Bronzelegierung symbolisiert demnach die „Welt der Existenz“ (yod khams) im Unterschied zur Sphäre der Götter (med khams). Die drei Kreise entsprechen der Leere der drei Welten. Ein nicht näher identifizierbares Teil zwischen der Innenseite der Glocke und dem Klöppel, das im Text khri-mkhar genannt wird und aus Juwelen bestehen soll, symbolisiert den Weltenberg Meru (tibetisch ri bab) mit einer Blume aus weißem Silber an dessen Spitze, die den Palast des Gottes Indra versinnbildlicht. Der an der Glocke angebundene Seidenstreifen, das „Band des Mitgefühls“, symbolisiert die „fünf Pfade“ (lam-lnga) oder fünf Stufen auf dem Weg zur Erleuchtung. Der Klöppel aus Ziegenhorn steht für den „Verstand, Geist“ (rig pa), der sich im formlosen Körper des Bön auflöst. Die einzelnen Gravierungen und der Handgriff aus Leder werden ebenfalls mit ihren Bedeutungen erwähnt.

## Spielweise

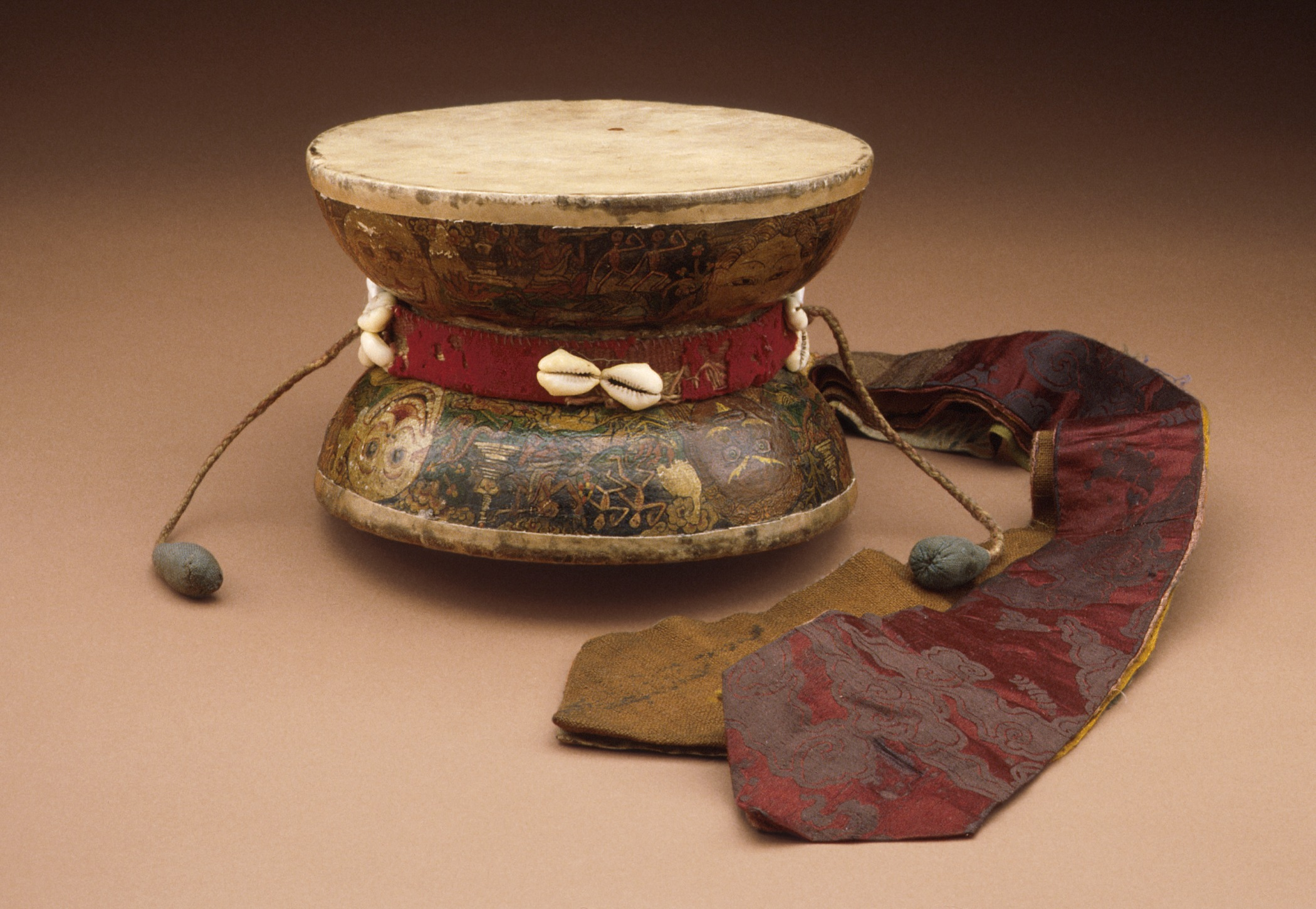
Klappertrommel gcod-dar, Sanskrit damaru. Tibet, wohl 18. Jahrhundert

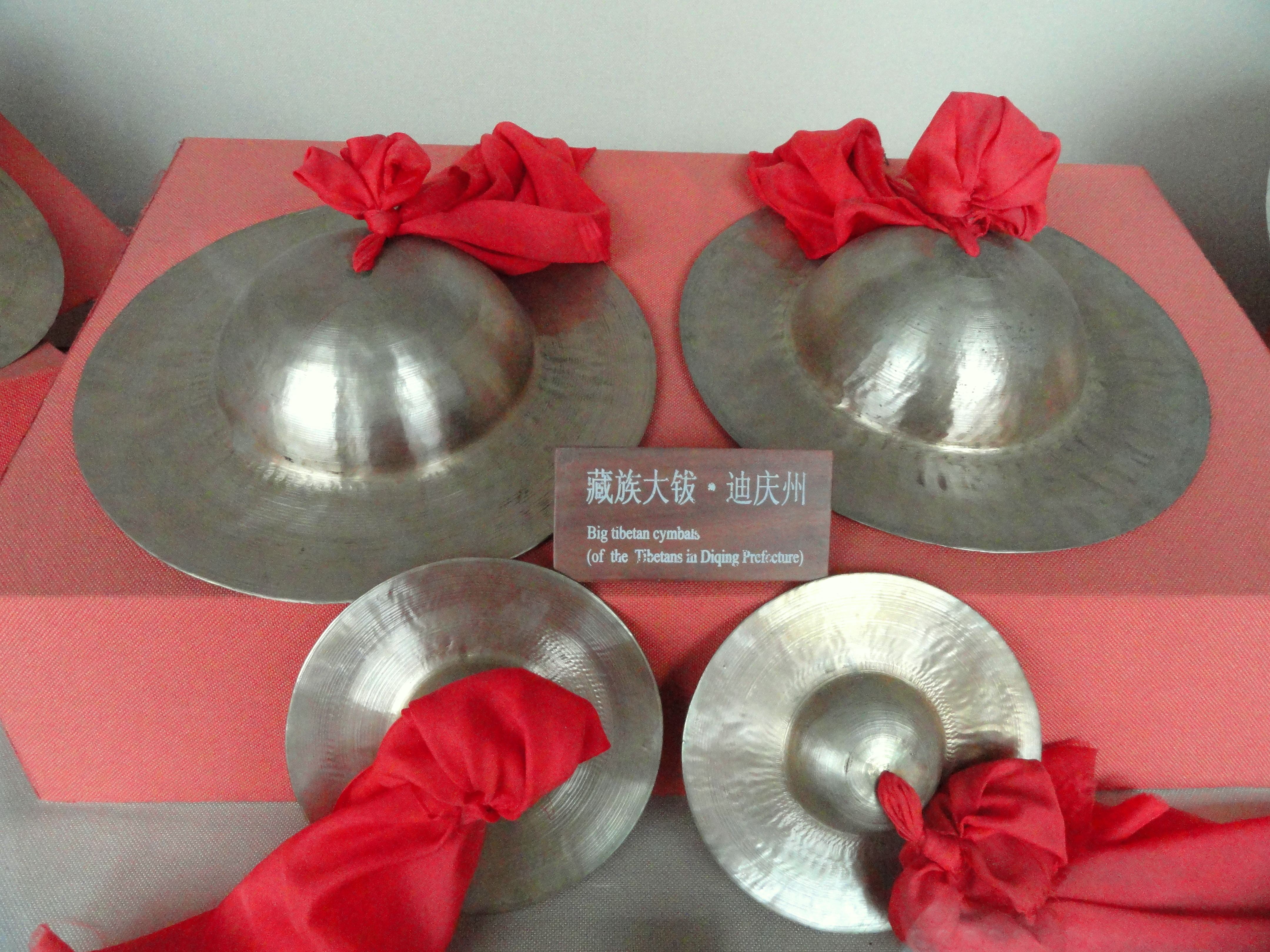
Zwei Paarbecken rol-mo im Museum für nationale Minderheiten in Kunming, China

Im Buddhismus werden nur Schlaginstrumente allgemein verwendet, in Tibet vor allem die Becken rol-mo und die Klappertrommel gcod-dar (rnga-chung, Sanskrit damaru), hier außerdem mehrere Naturtrompeten dung und die Kegeloboe rGya-gling. Die vorbuddhistische Bön-Religion bewahrt einige bis zum 8. Jahrhundert, als der Buddhismus in Tibet Staatsreligion wurde, mündlich überlieferte Glaubensvorstellungen und Ritualpraktiken, außerdem ab dem 11. Jahrhundert schriftlich festgehaltene Lehren und sie übernahm darüber hinaus Klosterregeln, Lehren und Rituale aus dem Buddhismus. Umgekehrt gingen manche Götter aus dem Bön in zorniger Gestalt als Schutzgottheiten (dharmapala) in den tibetischen Buddhismus ein. 
Bei Bön-Ritualen sind gshang die hauptsächlichen und unverzichtbaren Rhythmusinstrumente, die bei jedem Ritual durch Paarbecken rol-mo und Trommeln rnga-chung ergänzt werden. Zwischendurch können an bestimmten Stellen des Rituals außerdem Langtrompeten dungchen, Kegeloboen rGya-gling, manchmal auch kleine Metalltrompeten mit gebogenem Schallbecher ko-yo und Schneckenhörner dung-kar erklingen.
Kundrol Drakpa zufolge erinnert die beim Spiel mit der Innenseite nach oben gehaltene gshang an eine Lotosblüte oder an den Aufgang von Sonne und Mond am Himmel. Die gshang soll, falls allein verwendet, mit der rechten Hand geschüttelt werden. Falls der Spieler jedoch zugleich die Trommel schlägt, so soll er die gshang in der linken Hand und die Trommel rechts halten. Die vom Körper weg gerichtete Bewegung der Glocke schafft demnach Gefahren und Hindernisse aus dem Weg, während die Bewegung zum Körper hin den Akteur und die Anwesenden in seiner Nähe schützt.
Auch Shes-rab dgongs-rgyal behandelt die Wirkungen des Glockenklangs. Bei der Bewegung der Glocke vom Körper des Spielers weg nach vorn sollen die widrigen Dämonen aus dem Weg geräumt werden, während die rückwärts hin zum Körper geführte Bewegung sich auf der Schar der wohlwollenden Götter günstig auswirken soll. Mit der gshang lassen sich demnach alle acht Klassen von Göttern und Dämonen (lha srin sde brgyad) positiv beeinflussen, auch werden die sechs Klassen von Lebewesen zur Erlösung geführt und überhaupt alle erstrebten Ziele erreicht. In der Beschreibung der gshang und ihrer magischen Eigenschaften stimmen die beiden aus unterschiedlichen Bön-Traditionen stammenden Texte nahezu vollständig überein. Dies bedeutet, dass die Vorschriften zur Herstellung der gshang genau befolgt wurden und ihre rituelle Bedeutung allgemein anerkannt war. Neben dieser Bedeutung sollte für die Bön-Priester die gshang mit den anderen verwendeten Musikinstrumenten auch schlicht das Gehör erfreuen.
Im neuen Menri-Kloster im nordindischen Exil in Dolanji (bei Solan, Himachal Pradesh) begründete der 1959 während des Tibetaufstands nach Indien geflohene Abt Sangye Tenzin Jong Dong 1967 eine aktive Mönchsgemeinschaft. Viele religiöse Texte und Ritualgegenstände hatten die tibetischen Flüchtlinge zurücklassen müssen. In den 1960er Jahren besaß das Kloster nur eine kleine Glocke sil-snyan und eine große gshang. Bei Tonaufzeichnungen, die Mireille Helffer 1979 von Ritualen im indischen Menri-Kloster machte, waren eine große zweifellige Trommel rnga, eine sil-snyan, ein großes Becken rol-mo, die Klappertrommel damaru und die kleine Metalltrompete ko-yo zu hören. Die Glocke kam nur gelegentlich zum Einsatz, um bestimmte Stellen des gesungenen Textes hervorzuheben. Dasselbe Instrumentarium verwendeten Bön-Mönche in diesem Kloster auch in den 1980er Jahren bei einer Bestattungszeremonie, wobei an die Stelle der Trompete ein Schneckenhorn trat. In welchem Umfang heute in Bön-Klöstern in Tibet noch Rituale stattfinden, in denen gshang verwendet werden, ist Mireille Helffer (1994) zufolge unklar.
Zumindest bis in die erste Hälfte des 20. Jahrhunderts wurden in Tibet gshang auch von Tibetern, die nicht direkt Anhänger des Bön waren, für religiöse Aktivitäten verwendet. Außer Bön-Priestern gebrauchten früher auch umherziehende Straßenmusiker und Tänzer in der osttibetischen Region Kham solche Glocken.
Neben der mittleren Welt (bar), in der in der Kosmogonie der Bön-Anhänger die Menschen (mi) leben, gibt es die von Dämonen (dre und srin) bevölkerte Unterwelt (mar) und die Oberwelt (yar) der Gottheiten (lha). In Besessenheitsritualen wird zu den Wesen der anderen Welten Kontakt aufgenommen.
Zu den magischen Bön-Ritualen gehört die Besessenheit eines Mediums. Darunter sind auch Rituale, bei denen ein Priester Orakelsprüche verkündet. Orakelpriester mussten früher beim bedeutendsten Nechung-Orakel ein Auswahl- und Testverfahren durchlaufen, bei dem sie vom Abt des Nechung-Klosters und häufig zusätzlich durch die tibetische Regierung geprüft wurden. Die Amtseinführung eines offiziellen Orakelberaters der tibetischen Regierung erfolgte mit einer mehrtägigen pompösen Zeremonie.
Eine eigene Gruppe tibetischer Schamanen sind die pawo (dpa’-bo, männliche magische Heiler aus der vorbuddhistischen Bön-Tradition) und die weiblichen nyenjomo (bsnyen jo-mo), die vor allem im Chumbi-Tal südlich des Tibetischen Hochlandes zwischen Sikkim und Bhutan leben. Die pawo und nyenjomo sind Laien außerhalb der Bön-Klöster und mit diesen nicht verbunden. Sie stehen im Ruf, Magier zu sein, die von Totengeistern besessen werden und mit ihren Schutzgottheiten kommunizieren. In diesem Zustand führen sie Wahrsagerei und Heilungsrituale in Form von ekstatischen Tänzen durch, bei denen sie die kleine Klappertrommel rnga-chung und eine gshang verwenden. Im Verlauf ihrer Annäherung an buddhistische Praktiken ersetzten sie die gshang durch eine dril-bu.
Über einen entsprechenden kombinierten Einsatz von damaru und gshang bei exiltibetischen Geisterbeschwörern (pawo) in Nepal berichtet auch der schwedische Ethnologe Per-Arne Berglie (1982). Er schildert die Besessenheitsrituale von drei Männern. Für die Heilung einer erkrankten Frau und ihrer erwachsenen Tochter ruft einer der Akteure an einem eigens errichteten Altar zunächst mit diversen Aktivitäten mehrere Götter herbei und singt anschließend die Namen von fünf Dakinis, die für den Verlauf der Zeremonie den fünf Buddha-Familien (rgyal ba rigs lnga) entsprechen. Der Heiler, der einen festgebundenen Kopfputz trägt, schüttelt immer heftiger die damaru und die gshang in seinen Händen, bis er von der Bank, auf der er bis dahin im Schneidersitz saß, aufspringt und zu tanzen beginnt. Dabei ruft er die Götter an und schüttet einige Reiskörner auf das Trommelfell, die als Zeichen der göttlichen Wahrsagung zu hüpfen beginnen und sich dann im Kreis bewegen. Die angerufene Gottheit erklärt die Ursache der Krankheit, worauf der Heiler rituelle Handlungen bei der Patientin durchführt. Zum Abschluss des Rituals rutscht dem Heiler, während er wild trommelt, der Kopfputz vom Kopf, bis ihm schließlich Trommel und Glocke aus den Händen fallen.

## Attribut und Symbol

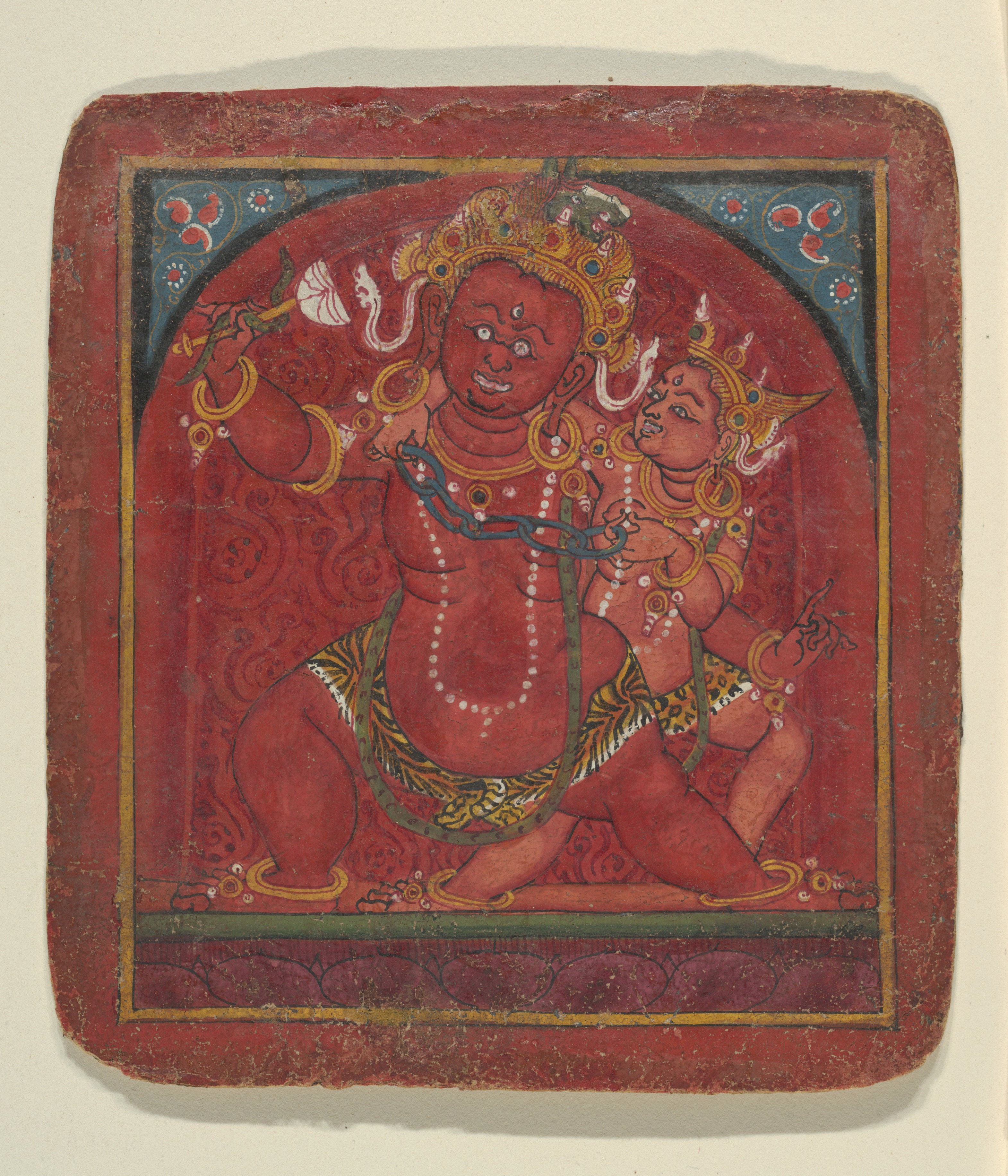
Tsakli mit der Figur der dämonischen Gottheit Hayagriva, erkennbar am kleinen Pferdekopf über seinem Kopf. Er kann bei Krankenheilungen angerufen werden. Sein Begleiter rechts ist Vajrapani.

Die gshang kommt in religiösen Texten als Attribut von Gottheiten und als religiöses Symbol vor. Der Ausdruck dregs pa kann tibetische Schutzgottheiten (dharmapala, tibetisch chos skyong) oder allgemein niedere Gottheiten bezeichnen, von denen viele zur Bön-Religion gehören. Dort heißen die Schutzgottheiten bon skyong. Eine bedeutende Gruppe der bon skyong sind die dbal, die aus einem Ei entstanden sein sollen, genauer: Drei Gruppen von dbal mit jeweils neun Gottheiten gingen bei der Kosmogonie in zeitlichen Abständen aus insgesamt neun Eiern hervor. Des Weiteren führt der Text neben anderen Entstehungsgeschichten aus, dass eine dunkelbraune Gottheit durch eine lodernde Feuerwolke, ein gelbgrünes Wesen durch den Klang von Trommel und gshang ausgebrütet wurde, während das Ei einer blaugrünen Gottheit durch den Klang der Kegeloboe rgya-gling aufbrach.
Dieser theogonische Mythos ist auch in einer Sammlung von Ritualanweisungen (dbal chu) enthalten, die gemäß der Überlieferung im prähistorischen Reich Shangshung entstanden und nach der Systematisierung der Bön-Lehren in einer Abhandlung aus dem 14. Jahrhundert überliefert sind. In einem heute noch praktizierten Ritual wird die mythische Erzählung heraufbeschworen, das heißt, in den Ritualhandlungen inszeniert. Der zentrale Teil des Mythos lautet: Nachdem es dem großen Bön-Meister nicht gelungen ist, eine Vase bereitzustellen, um das Wasser zu reinigen, schafft er es auch mit magischen Waffen (zor) nicht, Dämonen und Gottheiten auseinanderzuhalten und unter seine Kontrolle zu bringen. Dann schlägt er die damaru und die gshang und ruft dazu das magische Wort bswo, um die Götter um Hilfe zu bitten. Plötzlich erscheinen drei kostbare Eier, fliegen in den Raum hinauf, fallen und landen auf dem weißen Gipfel des „schneebedeckten Seelenberges“ (bla ri gangs dkar, eine Umschreibung des Kailash). Dort brüten sie selbständig aus. Aus dem rot-kupfernen Ei, aus dem blau-metallischen Ei und aus dem weißen Kristall-Ei treten entsprechend farbige, in Flammen stehende Männer hervor. Aus den dreien entstehend nachfolgend 360 Wesen. Mit Hilfe der drei Flammen-Männer (dbal mi gsum) und einer Reinigungszeremonie an einem Opferaltar bringt der große Bön-Meister Ordnung in die kosmische und irdische Welt. Schließlich schlägt er wieder die Trommel und die Glocke, bis er in ein Stadium der tiefen Meditation (dbal chen khro bo) eintritt.
Möglicherweise ebenfalls eine Gruppe der dbal bilden vier Bön-Gottheiten, die den vier Haupthimmelsrichtungen zugeordnet werden. Im Osten residiert eine weiße löwengesichtige Gottheit, die eine aus einem Schneckenhorn gefertigte gshang in der Hand hält (dung gshang). Die rote schweinegesichtige Gottheit im Westen hält eine besondere gshang aus Kupfer in der Hand (zangs gshang gling chen). Die Attribute der beiden anderen Gottheiten lassen sich nach René de Nebesky-Wojkowitz (1956) nicht übersetzen.
Eine dunkelblaue Bön-Gottheit mit neun Köpfen, neun Armen auf jeder Seite und vier Beinen hält in den linken Armen Pfeil und Bogen, eine Schlinge, einen Haken, eine Gabel aus Kupfer, eine Kette, eine Katze (?) und eine große gshang.
Bei Initiationszeremonien wird den Initianten bei der Einweihung in eine bestimmte Bön-Tradition oder einen buddhistischen Mönchsorden eine tskali (tsakali, auch tsag-li) genannte Ritualkarte überreicht. Diese besteht typischerweise aus einer farbigen Miniaturmalerei auf einem rechteckigen oder quadratischen Stoff oder Papier von etwa 10 bis 16 Zentimetern Kantenlänge und ist ein Teil einer motivisch zusammengehörenden Gruppe. Dargestellt werden Gottheiten oder religiöse Symbole. Amy Heller (2020) beschreibt eine tsakli, die eine männliche friedvolle Gottheit in sitzender Position mit einer gshang in der linken Hand zeigt. Die Figur hat die Gestalt eines Königs auf einem Thron mit einem Heiligenschein, die rechte Hand ist vor der Brust zur „Geste der Unterweisung“ (Vitarka-Mudra) erhoben. Die tibetische Inschrift auf der Rückseite erklärt, dass es sich bei dem Dargestellten um einen ye-gshen (eine bestimmte Kategorie von Bön-Priester) handelt, dessen Name Khri lo gnam grags lautet. Auch die abgebildete gshang wird so genannt, ebenso die gshang des mythischen Bön-Gründers Shenrab Miwoche. Die Bezeichnung gshang khri lo gnam grags könnte sich auf den Klang der Glocke beziehen, der „im Himmel 10.000 Jahre lang nachhallt“.
Die Inschrift auf der Rückseite stammt aus dem gZer-mig, einem der ältesten Texte zur mythischen Biografie des Bön-Gründers. Die Verse sind ein Ausschnitt aus einem Einweihungsritual für einen mythischen Tempel. Zu dieser Weihe gehört ein Initiationsritual und für dieses Ritual werden unter anderem ein Pfeil, eine Vase und eine gshang gebraucht. Diese tskali zeigt also nicht nur eine gshang als das Attribut der Gottheit, sondern verweist auch auf deren im Mythos weit zurückgeführte Symbolik.
Als unter König Thrisong Detsen (reg. 756–796) der Buddhismus als Staatsreligion eingeführt wurde und die bisher herrschende religiöse Klasse der Bön-Priester ihre offizielle Vormachtstellung verlor, kam es zu Disputen zwischen den beiden Religionen. Im zeitgenössischen Manuskript Srid pa rgyud kyi kha byang heißt es zur Abgrenzung der Bön-Religion aus deren Sicht: Die Buddhisten verlassen die Tradition ihrer Eltern, indem sie ihre Haare schneiden, ihre Kleidung wechseln und einen Bettelstab mit einer Schale in den Händen halten. Die Bön-Priester hingegen rezitieren weiterhin das Wort bswo für den Urklang der Schöpfung, verwenden den alten Ritualdolch phurba, schütteln die gshang und die Trommel, um die Dämonen zu besiegen und um eine Verbindung zwischen Menschen und Göttern herzustellen.
Einige Bön-Priester wurden damals gezwungen, Zentraltibet zu verlassen oder zum Buddhismus zu konvertieren. Als der im 8./9. Jahrhundert lebende Bön-Priester Drenpa Namkha zum Buddhismus konvertiert sein soll, heißt es in der Erzählung hierzu: Drenpa legte seine gshang dreimal auf seinen Kopf und sagte, dass er nun zum Buddhismus übertreten und die magischen Praktiken des Bön aufgeben werde. Daraufhin versteckte er die gshang, nahm die Stielhandglocke dril-bu in die Hand und erklärte, nun seinen Übertritt vollzogen zu haben. Mit der buddhistischen Glocke berührte er dreimal seine Stirn, dann nahm er ein Messer und schnitt sich die Haare ab. Er erhielt einen neuen Namen, wurde ein buddhistischer Mönch und begann, den Buddhismus zu lehren.